# Erateina masura
Erateina masura là một loài bướm đêm trong họ Geometridae.